# NSFNET
NSFNET är akronym för National Science Foundation Network  som både var samlingsbegrepp för att antal projekt som stöddes av National Science Foundation och de namn som gavs till ett antal digitala nätverk  i USA.